# Neurolues
Als Neurolues oder Neurosyphilis wird eine Reihe von charakteristischen psychiatrischen oder neurologischen Symptomen bezeichnet, die bei unbehandelter oder nicht ausgeheilter Syphilis-Erkrankung des Menschen mit einer Latenzzeit von Jahren bis Jahrzehnten auftreten können. Im Spätstadium der Neurolues erleiden 2–5 % der Lues-Kranken eine progressive Paralyse (fortschreitende Lähmung/psychiatrische Symptome), wobei Männer häufiger betroffen sind als Frauen. Die progressive Paralyse ist meist mit einer Tabes dorsalis (Ausfall von Funktionen des Rückenmarks) vergesellschaftet. Wichtig für die Diagnosestellung Neurolues ist die Untersuchung der Gehirn-Rückenmarks-Flüssigkeit (Liquordiagnostik).

## Überblick
Die Neurolues ist keine eigenständige Erkrankung, sondern eine mögliche Ausprägung des sogenannten Tertiärstadiums (Stadium III, auch „Spätstadium“ genannt) der Syphilis (Lues). In der neueren Literatur wird sie auch als eigenständiges Stadium IV bezeichnet.
Bei der Neurolues kommt es zu fortschreitendem Abbau von Nervengewebe (Degeneration, Atrophie) im Gehirn oder Rückenmark. Mögliche Folgen des Gewebsuntergangs im Gehirn sind Wesensveränderungen bis hin zur Demenz, Wahnideen (klassisch: „Größenwahn“, d. h. Größenideen), mitunter Raptus-artige Anfälle und häufig Halluzinationen. Eine syphilitische Schädigung des Rückenmarks bewirkt oft Gangstörungen (Ataxie) und einschießende (sogenannte lanzinierende) Schmerzen.
Die Neurolues, die (bei der früher so genannten Hirnsyphilis) auch mit einer Meningitis (Gehirnhautentzündung) verbunden sein kann, ist in den westlichen Industrienationen seit dem Aufkommen wirksamer Antibiotika selten geworden, da die meisten Syphilis-Erkrankungen bereits in früheren Stadien geheilt werden. In Entwicklungs- und Schwellenländern mit ungenügender Gesundheitsversorgung ist dieses Stadium häufiger anzutreffen.
Die Syphilis-Erkrankung selbst kann als Ursache der Neurolues-Symptome auch noch in diesem Spätstadium ausgeheilt werden. Limitierende Faktoren für den Erfolg einer solchen Therapie sind allerdings die Blut-Hirn-Schranke, die nur von wenigen Antibiotika ausreichend durchdrungen wird, und die Tatsache, dass bereits untergegangenes Nervengewebe vom menschlichen Organismus nicht mehr ersetzt werden kann.

## Epidemiologie
Die Neurosyphilis war vor Einführung der Antibiotikatherapie eine sehr häufige Komplikation der Syphilis. Etwa 25 bis 30 Prozent der an einer Syphilis erkrankten Patienten entwickelten eine Neurosyphilis. Von diesen Patienten hatten jeweils etwa ein Drittel eine asymptomatische Neurosyphilis oder eine Tabes dorsalis und jeweils etwa 10 Prozent eine progressive Paralyse oder eine Lues cerebrospinalis. Der Rest verteilte sich auf seltenere Formen der Neurosyphilis.

## Diagnose
Bei der Neurosyphilis finden sich im Nervenwasser neben einer lymphozytären Pleozytose auch IgG-Antikörper.
Auch eine starre Pupille (reflektorische Pupillenstarre), die von Douglas Argyll Robertson 1864 (1837–1909) beschriebene, auch als Robertson-Syndrom oder Robertson-Zeichen bezeichnet, gilt als Anzeichen für Neurosyphilis.
Als Differentialdiagnose kann auch die seltene neurologische Erkrankung CADASIL in Betracht gezogen werden. Die Absicherung der Diagnose kann durch eine genetische Untersuchung gewährleistet werden.
Bereits 1875 beschrieben Wilhelm Erb und Carl Westphal bei Tabes das Ausbleiben des von ihnen in seiner diagnostischen Bedeutung 1870/1871 erkannten Patellarsehnenreflexes als Symptom.

## Progressive Paralyse
Die progressive Paralyse (fortschreitende Lähmung, im Volksmund „Hirnerweichung“) durch „Spirochäten-Enzephalitis“ ist aufgrund der heutzutage guten Behandlungsmöglichkeiten der Syphilis selten geworden. Sie ist gekennzeichnet durch eine fortschreitende Demenz. Typisch sind psychotische Symptome wie Wahn, vor allem Größenwahn und Persönlichkeitsstörungen. Als wichtiges körperliches Symptom sei das Argyll-Robertson-Zeichen genannt, das sich als reflektorische Pupillenstarre mit oft überschießender Konvergenzreaktion darstellt. Im Endstadium der progressiven Paralyse wird der Patient zu einem Pflegefall.

## Die progressive Paralyse in der Geschichte der Nervenheilkunde
Die südamerikanische Syphilis war eine seit der frühen Neuzeit bekannte Geschlechtskrankheit. Mehrere Beschreibungen lassen rückblickend erkennen, dass die progressive Paralyse als Erkrankung des Gehirns gegen Ende des 18. Jahrhunderts vermehrt auftrat. Zu Beginn des 19. Jahrhunderts sollen bis zu 10 %, gegen Ende des 19. Jahrhunderts sogar etwa 20 % und mehr der Anstaltsinsassen daran gelitten haben.
Die Symptome der progressiven Paralyse wurden 1822 von dem französischen Arzt Antoine Laurent Bayle beschrieben und mit spezifischen Veränderungen im Gehirn in einen Zusammenhang gebracht. Die syphilitische Ursache der progressiven Paralyse wurde 1857 von Friedrich von Esmarch und Peter Willers Jessen erkannt. Der Erreger, das Treponema pallidum, wurde jedoch erst 1905 von dem Zoologen Fritz Schaudinn identifiziert. August Paul von Wassermann erfand 1906 die Serodiagnostik. Dem Japaner Hideyo Noguchi gelang 1913 der Nachweis von Treponemen in den Gehirnen Paralysekranker. Genauere morphologische Untersuchungen führten unter anderem Alois Alzheimer und Franz Nissl durch. Eine erste Behandlung entwickelte Julius Wagner von Jauregg in Wien mit der Malariatherapie, für die er 1927 den Nobelpreis erhielt. Dem lag die klinische Beobachtung zu Grunde, dass die Erkrankung mit einer anderen Infektionskrankheit die Symptome eines Syphilitikers besserte. Daher suchte Wagner von Jauregg nach einer steuerbaren Infektionskrankheit und fand sie in der Malariaimpfung. Von den 1940er Jahren an wurde die Syphilis mit Antibiotika behandelt. Dadurch konnte eine Prävention der auch als Form der Spirochäten-Enzephalitis bezeichneten progressiven Paralyse erreicht werden.
In der Geschichte der Psychiatrie waren die Entdeckungen zur progressiven Paralyse grundlegend, denn damit wurde erstmals eine psychische Krankheit auf somatische Ursachen zurückgeführt. Dies weckte die Hoffnung, dass die Hirnforschung psychische Krankheiten generell somatisch erklären könnte. Besonders die Schizophrenie, bei der ähnliche psychische Symptome wie bei der Neurolues auftreten, wurde gründlich auf eine organische Ursache untersucht. Zwar erfüllte sich diese Hoffnung nicht, aber die progressive Paralyse blieb „das Modell der körperlich begründbaren Psychosen im Sinne der exogenen Reaktionstypen nach Bonhoeffer.“

## Tabes dorsalis
Im weiteren Verlauf der Erkrankung kann es zur Entmarkung an den Rückenmarkshintersträngen kommen, dies führt zum durch die Spirochäteninfektion ausgelösten Syndrom der Tabes dorsalis (früher auch Rückenmark(s)schwindsucht genannt, abgeleitet von lateinisch tabes  „Fäulnis, Verwesung“).

## Therapie
Penicilline sind, im speziellen Benzylpenicillin, Mittel der ersten Wahl, wobei der Therapieerfolg mittels VDRL-Test vierteljährlich serologisch abgeklärt werden muss.

## Sonstiges
Beim französischen Schriftsteller Alphonse Daudet (1840–1897) traten 1884 die ersten Anzeichen einer Rückenmarkserkrankung auf. Er litt zunehmend an Tabes dorsalis als Spätfolge einer Syphilisinfektion. Seine letzten Lebensjahre waren stark von der zur völligen Paralyse fortschreitenden Krankheit geprägt. In dieser Zeit entstand sein wohl ergreifendstes Werk, das erst 1930 unter dem provenzalischen Titel La Doulou veröffentlichte Im Land der Schmerzen. In dieser Notizensammlung betrachtet Daudet mit schonungslosem Blick seine Krankheit und die damit einhergehenden Veränderungen seiner Person und seiner Umgebung. „In meinem […] Knochengerüst hallt der Schmerz wie die Stimme in einer Wohnung ohne Möbel und Vorhänge.“
Vor der Entdeckung der Antibiotika war Syphillis weit verbreitet. Zahlreiche weitere prominente historische Persönlichkeiten wie Heinrich VIII., Al Capone, Heinrich Heine, Friedrich Nietzsche, und Franz Schubert sollen an Neurolues erkrankt und viele daran verstorben sein.

## Trivia
In den 1930er Jahren wurde unter den Studenten des Universitätsklinikum Hamburg-Eppendorf eine persiflierte Strophe des Joseph Victor von Scheffel aus dem Trompeter von Säckingen kolportiert:
Das ist im Leben hässlich eingerichtet,

Dass bei der Lues gleich die Tabes steht.

Von Romberg wird uns schon berichtet,

Dass dann der Mensch ataktisch geht.

In deinen Augen hab’ ich es gelesen

An der Pupille starrem Blau.

Behüt dich Gott, es wär so schön gewesen.

Behüt dich Gott, dein Hinterstrang wird grau.